# نورمن کول (بازیکن فوتبال)
نورمن کول (انگلیسی: Norman Cole; ۷ نوامبر ۱۹۱۳ – ۲۹ نوامبر ۱۹۷۶) بازیکن فوتبال اهل بریتانیا بود.
از باشگاه‌هایی که در آن بازی کرده‌است می‌توان به باشگاه فوتبال نوریچ سیتی و باشگاه فوتبال ساوت‌همپتون اشاره کرد.